# Universidade do Estado de Minas Gerais
Universidade do Estado de Minas Gerais ili jednostavno UEMG, (Sveučilište u Minas Geraisu) je sveučilište u Brazilu. Utemeljeno je 1989. godine u Belo Horizonteu u brazilskoj državi Minas Gerais, a osim u ovom gradu danas ima kampuse u nekoliko gradova širom Minas Geraisa.
- Fundação Faculdade de Filosofia, Ciências e Letras de Carangola
- Fundação Educacional do Vale do Jequitinhonha
- Fundação de Ensino Superior de Passos Visite o Portal FESP
- Fundação Educacional de Lavras
- Fundação de Ensino e Pesquisa do Sul de Minas
- Fundação Educacional de Divinópolis
- Fundação Educacional de Patos de Minas
- Fundação Educacional de Ituiutaba
- Fundação Cultural Campanha da Princesa

## Vanjske poveznice
- Službena stranica  Arhivirana inačica izvorne stranice od 21. rujna 2011. (Wayback Machine)